# Попсуй-Шапко, Михаил Антонович
Михаил Антонович Попсуй-Шапко (1900—1941) — советский военачальник, полковник (1940), участник Гражданской и Великой Отечественной войн. Пропал без вести в июле или августе 1941 года на Западном фронте. 

## Биография
До службы в армии с июля 1915 по июнь 1918 года работал на заводе Русско-Бельгийского металлургического общества в пос. Енакиево Бахмутского уезда Екатеринославской губернии, был писарем конторы ремонтного цеха и подручным литейщика. 
15 ноября 1918 года добровольно вступил в РККА и направлен в 1-й караульный полк в Харьков, служил красноармейцем и писарем роты. С января по октябрь 1920 года — курсант пехотных курсов комсостава при Управлении по формированиям Южного фронта, после окончания обучения назначен командиром взвода на этих же курсах. С апреля по июль 1920 года участвовал в боях с вооруженными формированиями Н. И. Махно на территории Харьковской и Полтавской губерний, с ноября — командир взвода в составе 1-го сводного полка курсантов Харьковской бригады, воевал с войсками генерала П. Н. Врангеля в Крыму. 
В январе 1921 года назначен адъютантом Харьковских высших повторных курсов комсостава Южного фронта, с февраля 1921 года командовал взводом на 58-х пехотных курсах комсостава в г. Александровск. С августа 1922 года — на учебе сначала в Московской высшей военно-педагогической школе, с сентября — в Киевской высшей военно-педагогической школе. После расформирования последней в октябре переведен в 14-ю пехотную Полтавскую школу комсостава РККА, которую окончил с отличием. С сентября 1923 года командовал взводом в 5-й Киевской, с декабря — в 14-й Полтавской пехотных школах РККА. С сентября 1924 года служил ротным инструктором-воспитателем в Украинской военно-подготовительной школе, в период с октября 1928 по апрель 1929 года временно исполнял должность казначея школы. В октябре 1929 года переведен руководителем-воспитателем и командиром роты в Полтавскую школу переподготовки комсостава запаса им. М. В. Фрунзе, в октябре 1930 года назначен преподавателем военных дисциплин этой школы. В апреле 1931 года переведен преподавателем на Киевские объединенные курсы по подготовке командиров РККА, затем в составе этих курсов занимал должности руководителя тактики, начальника штаба и командира батальона. 
С мая 1935 года — начальник штаба 299-го стрелкового полка Киевского ВО, с июля 1938 года — командир 296-го стрелкового полка 13-й стрелковой дивизии Белорусского ОВО. В 1940 год закончил факультет вечернего и заочного обучения Военной академии РККА им. М. В. Фрунзе, с сентября 1940 года — старший помощник инспектора пехоты Западного ОВО, с марта 1941 года — командир 6-й стрелковой дивизии. 
В начале Великой Отечественной войны 6-я стрелковая дивизия в составе 28-го стрелкового корпуса 4-й армии Западного фронта приняла на себя удар передовых частей немецко-фашистских войск под Брестом, была разгромлена и начиная с 23 июня 1941 года отходила на восток тремя группами: одну возглавил командир дивизии полковник М. А. Попсуй-Шапко, вторую — зам. командира дивизии полковник Ф. А. Осташенко, третью — командир 333-го стрелкового полка полковник Д. И. Матвеев. 
После выхода из окружения в начале июля дивизию вывели во второй эшелон Западного фронта для восстановления в район Краснополья (Могилёвская область). 15 июля 1941 года М. А. Попсуй-Шапко возглавил сводный отряд дивизии (4 батальона с артдивизионом), направленный на Мстиславль для нанесения контрудара по прорвавшемуся через Днепр противнику (немецкому 46-му мотокорпусу), действовал вместе с 4-м воздушно-десантным корпусом под общим командованием генерал-майора А. С. Жадова, 20 июля подчинён штабу 45-го стрелкового корпуса 13-й армии. К началу августа 1941 года отряд 6-й дивизии находился в подчинении 148-й стрелковой дивизии 45-го корпуса, а основные силы 6-й дивизии были выведены в резерв 13-й армии в район Балешин (южнее Климовичи). 
1 августа 1941 года началось наступление Армейской группы Гудериана на Рославль. 6-ю дивизию выдвинули на рубеж р. Остёр. Есть сведения, что в этот день М. А. Попсуй-Шапко погиб. Согласно ОБД «Мемориал» МО РФ, полковник М. А. Попсуй-Шапко числится пропавшим без вести; по сведениям из того же источника, «по данным I Управления, расстрелян, но официальных данных нет».